# Черкасенко, Олег Георгиевич
Олег Георгиевич Черкасенко (укр. Олег Георгійович Черкасенко; 31 октября 1974, Харьков — 11 мая 2023, Бахмут) — украинский военнослужащий, старший лейтенант, участник российско-украинской войны. Герой Украины (2024, посмертно).

## Биография
Олег Черкасенко родился 31 октября 1974 года в Харькове. В 1996 году окончил Харьковский политехнический университет. После окончания университета работал в Харьковской городской академии физической культуры, а затем — в Федерации лёгкой атлетики Украины в Киеве. Позже он основал собственную компанию в сфере информационных технологий. 
С началом полномасштабного вторжения России в Украину в 2022 году, Олег Черкасенко добровольно вступил в ряды Вооружённых сил Украины. Он принимал участие в боевых действиях на Донецком направлении. 14 мая 2023 года он погиб в бою в районе города Бахмут.

## Награды
- Звание «Герой Украины» с удостоением ордена «Золотая Звезда» (24 февраля 2024, посмертно) — за личное мужество и героизм, проявленные в защите государственного суверенитета и территориальной целостности Украины, верность военной присяге[2].
- Орден «За мужество» III степени (2022) — за личное мужество и самоотверженные действия, проявленные в защите государственного суверенитета и территориальной целостности Украины, верность военной присяге.
- Медаль «За военную службу Украине» (31 октября 2022) — за личное мужество и отвагу, проявленные в защите государственных интересов, укрепление обороноспособности и безопасности Украины[3].